# سفياتلانا تسيخانوسكايا
سفياتلانا تسيخانوسكايا (مواليد 11 سبتمير 1982) هي ناشطة حقوقية وسياسية بيلاروسية رشحت نفسها في الانتخابات الرئاسية البيلاروسية 2020،أدعت بأنها حصلت على من 60% ل70% من الأصوات.